# دون هيب
دون هيب (بالإنجليزية: Don Heap)‏ هو لاعب كرة قدم أمريكية أمريكي، ولد في 28 سبتمبر 1912 في إيفانستون في الولايات المتحدة، وتوفي في 21 مارس 2016.